# 2014年冬季奧林匹克運動會荷蘭代表團
2014年冬季奧林匹克運動會荷蘭代表團是荷蘭所派出的2014年冬季奧林匹克運動會代表團，共有41名運動員參與四項目賽事。

## 獎牌
| 隊伍 | 金牌 | 銀牌 | 銅牌 | 總數 |
| 荷蘭 | 0    | 0    | 0    | 0    |

## 單板滑雪
荷蘭共有5名運動員參賽。
- 男子半管 – 2個名額
  - Dimi de Jong
  - Dolf van der Wal

- 女子單板越野 – 1個名額
  - Bell Berghuis

- 女子花式滑板 – 1個名額
  - Cheryl Maas（英语：Cheryl Maas）

- 女子平行曲道 – 2個名額
  - 尼科琳·绍尔布赖
  - Michelle Dekker（英语：Michelle Dekker）

- 女子平行大麴道 – 2個名額
  - 尼科琳·绍尔布赖
  - Michelle Dekker（英语：Michelle Dekker）

## 競速滑冰
按照2012–13年ISU競速滑冰世界盃、2013年世界單程距離競速滑冰世界盃，荷蘭在下列項目取得參賽席位：
- 男子500公尺
- 男子1000公尺
- 男子1500公尺
- 男子5000公尺
- 男子10000公尺
- 女子500公尺
- 女子1000公尺
- 女子1500公尺
- 女子3000公尺
- 女子5000公尺
- 男子團體追逐賽
- 女子團體追逐賽

## 外部連結
- Netherlands Team（页面存档备份，存于） at Sochi 2014 Olympics（页面存档备份，存于）